# Иракли Гарибашвили
Иракли Гарибашвили (на грузински: ირაკლი ღარიბაშვილი) е грузински политик от партията „Грузинска мечта“.

## Биография
Иракли Гарибашвили е роден на 28 юни 1982 година в Тбилиси. През 2005 година завършва международни отношения в Тбилиския държавен университет, след което заема ръководни постове в няколко предприятия на бизнесмена Бидзина Иванишвили. Включва се в основаната от него през 2012 година партия „Грузинска мечта“ и през октомври същата година става министър на вътрешните работи.
На 20 ноември 2013 г. Иракли Гарибашвили става министър-председател на Грузия, сменяйки на този пост лидера на управляващата партия Иванишвили.
На 23 декември 2015 г. изненадващо подава оставка, без да посочва причини.